# Jan Kühn
Jan Kühn (11. listopadu 1891 Boguchwała – 15. února 1958 Praha) byl významný český sbormistr, zakladatel Kühnova dětského sboru a Pražského filharmonického sboru, pedagog a pěvec; manžel sbormistryně Markéty Kühnové a otec sbormistra a zakladatele Kühnova smíšeného sboru Pavla Kühna.
Po dráze operního pěvce začal pracovat jako hudební ředitel v Československém rozhlase. Právě zde v roce 1932 založil Kühnův dětský sbor a v roce 1934 zde založil Pražský filharmonický sbor. Až do své smrti obě tělesa řídil po umělecké i organizační stránce a vytvořil z nich přední pěvecké soubory na české i mezinárodní scéně. V roce 1952 se mu podařilo oba sbory připojit k České filharmonii. Svou životní prací výrazně pozvedl úroveň české sborové školy a přivedl k hudbě tisíce lidí.

## Před dráhou sbormistra 1891–1931

### Dětství v Českých Budějovicích
Jan Kühn se narodil 11. listopadu 1891 ve vesničce Boguchwała v oblasti Rakousko-uherské Haliče. Téměř celé dětství však vyrůstal v prostředí pivovaru Samson v Českých Budějovicích, kde ho po tragické smrti matky vychovávali prarodiče.
Už od malička se Jan Kühn přátelil s budoucím významným českým skladatelem a pedagogem Otakarem Jeremiášem, který později sehrál v jeho sbormistrovské kariéře velmi zásadní úlohu. Otec Otakara Jeremiáše byl v té době ředitelem České matiční školy v Českých Budějovicích, kde Jan Kühn získal základní znalosti v oblasti hudby s důrazem na klasický zpěv. V roce 1909 se zde zhostil basového sóla v Dvořákově Stabat Mater. Kromě zpěvu studoval současně i sbormistrovství a to například pod vedením Ferdinand Vacha, dlouholetého sbormistra Pěveckého sdružení moravských učitelů.

### Operní pěvec
Již o tři roky později Kühn sólově vystupoval v brněnské či plzeňské opeře. Dle pamětníka Jaroslava Smolky měl Jan Kühn „dynamicky i barevně bohatě modifikovatelný bas (…) a znamenitě se uplatňoval v rolích oboru buffo i serio.“ Během první světové války, které se Kühn přímo účastnil jako nasazený voják, docházel na pěvecké hodiny k profesoru Ulanowskimu. Toho Kühn považoval za svého nejvýznamnějšího pěveckého kantora.
Ve 20. letech 20. století se Jan Kühn opět vrátil na „prkna, jež znamenají svět“ a jako sólista pravidelně účinkoval na scéně brněnské a olomoucké opery v letech 1920–1923. Právě při olomouckém angažmá se seznámil se svou první ženou, s níž měl dceru Věru. Dále vystupoval v období 1923–1927 na jevišti Národního divadla moravskoslezského v Ostravě, kde ztvárnil velkou škálu charakterově i pěvecky odlišných rolí od Kecala v Prodané nevěstě k Sarastrovi z Mozartovy Die Zauberflöte. Ve stejnou dobu zde působil i v roli operního režiséra a například ve Smetanově komické opeře Dvě vdovy zpíval postavu hajného Mumlala a zároveň i celé představení režíroval.
V té době byl již Jan Kühn i stálým hostem pražského Národního divadla, kde účinkoval v La bohème nebo Tannhäuseru. Poté se vrátil do olomoucké opery a vystupoval zde jako sólista v letech 1928–1931. V Olomouci se také seznámil se svou budoucí druhou manželkou, mladodramatickou sopranistkou Markétou Holznerovou. Roku 1931 ale Jan Kühn svou operní dráhu náhle ukončil. Podle pamětníků se tak stalo ze zdravotních a rodinných důvodů.   

### Hudební režisér v Československém rozhlase
Ještě roku 1931 byl Jan Kühn přijat na post režiséra v tehdejším v Radiojournalu (dnes Český rozhlas). Právě s touto institucí jsou spojeny počátky Kühnovy sbormistrovské dráhy. Kromě něj zde tehdy působili mimo jiné skladatelé Miloslav Kabeláč, Iša Krejčí a pozici šéfa rozhlasového orchestru zastával již zmíněný Otakar Jeremiáš.
Hlavní pracovní náplň Jana Kühna spočívala v organizování umělců či uměleckých těles. V té době rozhlas nedisponoval žádným stálým pěveckým souborem, a proto bylo nutné opakovaně najímat rozličná pěvecká uskupení. To však přinášelo kolísavou úroveň jejich výkonů, jelikož byla tato tělesa často sestavována dosti improvizovaně. Postupně tedy začal Jan Kühn tyto najímané sborové sestavy co nejvíce ustalovat, aby se rozdíly v kvalitě při jednotlivých nahrávacích frekvencích snížily.

## Sbormistr a zakladatel 1932–1958

### Založení Kühnova dětského sboru
Ustalování najímaných sboristů začal Jan Kühn prosazovat i v rámci spolupráce s dětmi pro vysílání školského rozhlasu. Zde však rozpoznal, že opakované najímání malých zpěváčků není dostačující a roku 1932 založil pro potřeby rozhlasu stálý dětský sbor, který se rozhodl také sám vést.
„Kde jsem přišel na myšlenku založit dětský sbor? Jako zpěvák jsem hodně cestoval a v cizině mě často zaujaly dětské sbory, především v Itálii, a abych byl ještě přesnější, bylo to hlavně v Sixtinské kapli. Když se pak u nás zakládal a organizoval školský rozhlas, ukázalo se, že potřebujeme nutně dětský sbor.“
Právě tento drobný soubor lze považovat za zárodek Kühnova dětského sboru (dále jen KDS). Mezi první „kühňata“ patřili žáci učitelky a spisovatelky Marie Charousové-Gardavské z obecné školy Prahy 11, jež Janu Kühnovi ke sborové výchově svěřila 10 dětí ze své třídy. Na první zkoušku s nimi vzpomíná Jan Kühn takto:
„Byl jsem postaven před skupinku dětí sedmi až devítiletých, jež svými rozšířenými kukadly pozorovaly tlumené zákoutí rozhlasového studia a velikého člověka, který je měl čemusi učit a jehož zamračený pohled naháněl jejich dušičkám strach.“

### Založení Pražského filharmonického sboru
Krátce poté, co Jan Kühn v rozhlase založil svůj dětský sbor, začal uvažovat také o dospělém, který tehdy v rozhlase chyběl, a opakované najímání sboristů jej dlouhodobě nemohlo nahradit. Zároveň si byl vědom, že by zde k této myšlence nalezl silného spojence v osobě již zmíněného Otakara Jeremiáše.
K tíženému založení rozhlasového smíšeného sboru Janem Kühnem nakonec došlo v prosinci roku 1934. Posledním impulsem bylo rozhlasové nastudování opery Debora Josefa Bohuslava Foerstera. Jakmile se Jan Kühn o zamýšleném provedení opery dozvěděl, seskupil zhruba 30členný smíšený sbor, se kterým začal Deboru nacvičovat. Nutno podotknout, že jej o to nikdo nepožádal a jednalo se čistě o Kühnovu vlastní iniciativu. Když však část opery předvedl se svým sborem Otakaru Jeremiášovi, byl prý vedoucí rozhlasového orchestru tak nadšen, že sboru svěřil celé její nastudování. Tím se na scéně poprvé objevil smíšený sbor Jana Kühna, tehdy ještě bez oficiálního názvu.
Při prvním provedení Foersterovy Debory v lednu 1935 následně získal Kühnův sbor velmi pozitivní ohlasy a „jeho renomé v rozhlasovém i vůbec českém hudebním světě stouplo.“ Krátce nato byl také ustanoven jako stálé těleso československého rozhlasu pod jménem Sbor Radiojournal. Dnes nese název Pražský filharmonický sbor.

### Sbormistrovská léta

#### Na půdě rozhlasu 1932–1946
Vzhledem k okamžitému úspěchu a rozvoji dětského sboru přestával Jan Kühn sám zvládat vedení sboru i práci v rozhlase zároveň. Proto se v roce 1933 ke Kühnovi jako korepetitorka a druhá sbormistryně připojila jeho budoucí manželka Markéta. Ta situaci okomentovala slovy: „Trochu mě mrzelo, že mě vytáhl z divadla. Ale zpívala jsem dál, v rozhlase, s orchestry a bohatě využívala své druhé profese klavíristky.“ V roce 1935 sbor zvítězil na mezinárodní soutěži rozhlasových sborů „Mládí zpívá přes hranice“. Kromě vlastních koncertů a spoluprací s předními českými tělesy v čele s Českou filharmonií začali členové KDS účinkovat i na scéně Národního divadla a to v operách Příhody Lišky Bystroušky nebo Hry o Marii. Tato spolupráce trvá dodnes.
Svou uměleckou dráhu úspěšně rozvíjel i Kühnův dospělý sbor přejmenovaný na Český pěvecký sbor (dále jen ČPS), když kupříkladu už od roku 1936 pravidelně vystupoval s Českou filharmonií nebo Symfonickým orchestrem hl. města Prahy (FOK). V roce 1939 vystoupil na prvním ročníku Pražského hudebního máje – předchůdci pozdějšího Pražského jara, kde pod taktovkou samotného zakladatele festivalu Václava Talicha společně s Českou filharmonií provedl Epilog ze symfonické tetralogie Josefa Suka a Beethovenovu Symfonii č. 9.
V průběhu druhé světové války sbor vystoupil více než 150krát.  Z toho se minimálně z 70 % jednalo o díla českých skladatelů. Zároveň se ČPS stal předním sborovým představitelem manifestace české kultury v období druhé světové války. Byl součástí vlastenecky laděných cyklů a za doprovodu České filharmonie a dalších těles vystupoval na nejvýznamnějších domácích koncertech.
V letech 1945–1946 došlo ke dvěma zásadním předělům v historii Kühnových sborů. Nejprve v roce 1945 Jan Kühn oba své sbory – KDS a ČPS spojil a dětský sbor se tak stal možným zdrojem budoucích členů sboru dospělého. Již o rok později byl ale Jan Kühn s oběma sbory donucen z rozhlasu odejít. Stalo se tak po dlouho trvajícím sporu mezi Janem Kühnem, rozhlasem a některými členy ČPS. Rebelující členové ČPS následně přešli do nově vzniklého Pěveckého sboru československého rozhlasu, jehož sbormistrem se stal dřívější korepetitor ČPS Jiří Pinkas.  Podobná situace nastala i v případě KDS, na jehož místě byl vytvořen Dětský pěvecký sbor československého rozhlasu pod vedením Bohumila Kulínského staršího.

#### „Na vlastních nohách“ 1946–1958

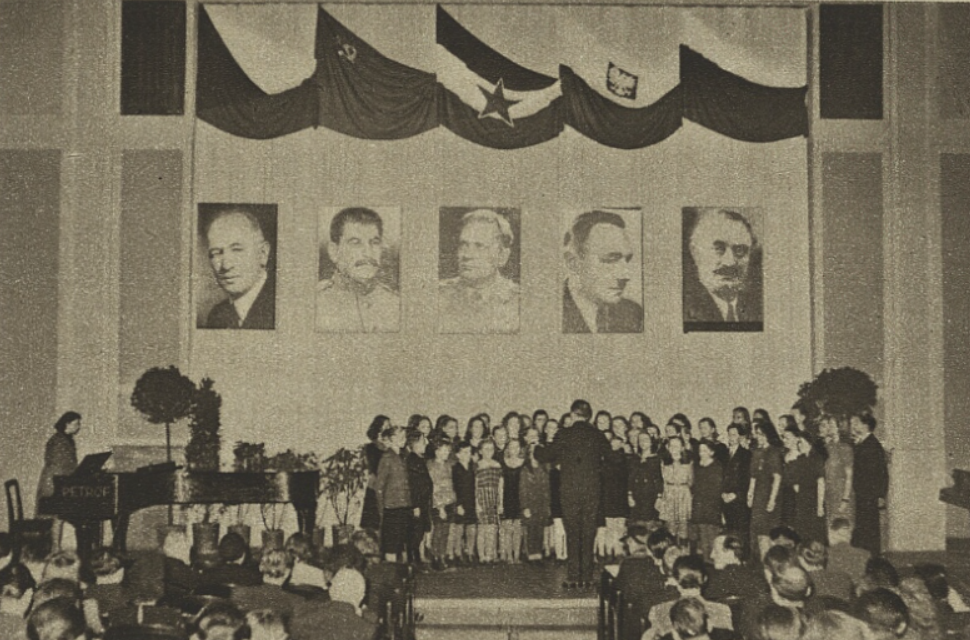
Jan Kühn řídí Český dětský pěvecký sbor (Praha, 1948)

Odchod z rozhlasu především znamenal ztrátu finanční jistoty a pracovního zázemí. Jan Kühn ale v krátké době dokázal své sbory adaptovat na podmínky v dočasných zkušebnách, a dál pokračovat ve spolupráci s Českou filharmonií apod. Od roku 1947 se začalo psát trvalé spojenectví KDS a hudebního festivalu Pražské jaro, na jehož druhém ročníku sbor vystoupil a to v rámci vlastního acapellového koncertu. Roku 1952 dosáhla vrcholu spolupráce obou sborů s Českou filharmonií, kdy byla po dlouhých vyjednáváních Jana Kühna obě tělesa připojena k České filharmonii.
V prosinci 1955 provedl KDS v Praze předpremiéru kantáty Bohuslava Martinů Otvírání studánek. V roce 1956 také zaznamenal KDS jeden ze svých nejvýznamnějších úspěchů, když v kategorii dětských sborů zvítězil v Mezinárodní olympiádě amatérských sborů konané v Paříži. Místní kritika se o vystoupení sboru vyjádřila následovně „Jako drahokam byl do pořadu zasazen Kühnův dětský sbor, který s křišťálovou čistotou a libozvukem přednesl skladby Palestrinovy v provedení, jež možno nazvat světovým unikem.“
Vedle KDS stále Jan Kühn řídil i ČPS, který se stal nositelem Státní ceny za vynikající umělecké výkony v Beethovenově IX. symfonii a Misse Solemnis. V roce 1957 ČPS absolvoval své první zahraniční turné – koncertní zájezd do Paříže. Jak ukazuje dobová francouzská kritika, byl zde přijat s nadšením a ovacemi: „Dvořákovo Te Deum a Janáčkovu mši provedl ve Francii jeden z nejlepších sborů světa: Český pěvecký sbor.“

### Úmrtí Jana Kühna a jeho nástupci
Uprostřed těchto koncertů a zájezdů však oba sbory postihla tragická událost. Následkem zhoubné nemoci se roku 1958 uzavřela životní i umělecká dráha sbormistra Jana Kühna. Slavnostní pohřeb probíhal za zvuků Mozartova Requiem v zaplněné Dvořákově síni pražského Rudolfina. Pohřben byl na Vyšehradském hřbitově.
Kühnovým nástupcem v dětském sboru se stala jeho manželka Markéta Kühnová a post druhého sbormistra zaujal Jiří Chvála, žák Jana Kühna a dlouholetý člen sboru. Jiří Chvála se v roce 1967 stal hlavním sbormistrem KDS a od té doby vede sbor již přes 50 let.